# Gramsh
Gramsh (forma albanesa definida: Gramshi; turco: Grameç) es un municipio y villa en el condado de Elbasan, en el centro de Albania. El municipio se formó en la reforma territorial de 2015 mediante la fusión de los antiguos municipios de Gramsh, Kodovjat, Kukur, Kushovë, Lenie, Pishaj, Poroçan, Skënderbegas, Sult y Tunjë, que pasaron a ser las unidades administrativas del municipio. El ayuntamiento tiene su sede en la villa de Gramsh. La población total del municipio es de 24 231 habitantes (censo de 2011), en un área total de 739.22 km². La población en sus límites de 2011 era de 8440 habitantes.
La villa está atravesada por el río Devoll y se sitúa en la carretera que une Elbasan con Korçë.